# Le Hamel (Oise)
Le Hamel é uma comuna francesa na região administrativa de Altos da França, no departamento de Oise. Estende-se por uma área de 7,86 km². Em 2010 a comuna tinha 189 habitantes (densidade: 24 hab./km²).